# ポール・エメット

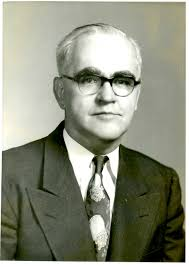
ポール・エメット

ポール・ヒュー・エメット（Paul Hugh Emmett、1900年9月22日 - 1985年4月22日）は、アメリカ合衆国の化学工学者である。表面化学、特に触媒作用に関する研究で知られ、BET吸着等温式の共同開発者としても有名である。

## 生涯
ポール・ヒュー・エメットは1900年9月22日、アメリカ合衆国オレゴン州ポートランドに生まれた。オレゴン農業大学（現在のオレゴン州立大学）で学士号を取得した後、カリフォルニア工科大学で博士号を取得した。カリフォルニア工科大学では、オレゴン農業大学時代の友人であり、後にノーベル化学賞を受賞するライナス・ポーリングと親交を深めた。1976年にはポーリングの妹であるポーリンと結婚している。
1937年、ジョンズ・ホプキンス大学化学工学科学科長に就任した。1943年には同大学を離れ、第二次世界大戦中の極秘プロジェクトであるマンハッタン計画に参加し、ウラン238からウラン235の分離技術の開発に貢献した。戦後、メロン研究所での研究を経て、1955年にジョンズ・ホプキンス大学にW.R.グレース教授として化学科に戻った。
ジョンズ・ホプキンス大学を1971年に退職した後も、ポートランド州立大学化学科で研究教授として活動を続けた。この時期には、土壌表面積や石炭空隙率といった新たな研究分野にも取り組み、触媒反応に関するセミナーや上級コースの講義も行った。1985年4月22日に死去した。

## 業績
エメットの主な業績は、固体表面へのガスの物理吸着を記述する理論であるBET吸着等温式の共同開発である。これは、特定の吸着剤の表面積を決定するために広く用いられる手法であり、触媒研究において不可欠なツールとなっている。彼はまた、アンモニア合成における鉄触媒に関する広範な研究を行った。これはハーバー・ボッシュ法の理解と改良に大きく貢献するものであった。
彼の研究は、触媒作用の基礎的な理解を進めるだけでなく、化学工業におけるプロセスの最適化にも応用された。アメリカ合衆国内外の様々な化学関連の委員会や協議会に積極的に参加し、化学分野の発展に尽力した。

## 受賞歴
- レムセン賞（1966年）
- 化学パイオニア賞（1980年）